# FC Staad
Der Fussballclub Staad ist ein Schweizer Fussballverein.

## Geschichte
Er wurde 1960 gegründet und spielte bis 1972 auf dem Flugplatz Altenrhein. Ab 1972 erstellte die Gemeinde Thal im Bützel in Buechen einen Sportplatz, der 1973 eingeweiht und bezogen wurde. Seither wurde die Infrastruktur der Sportanlagen schrittweise verbessert durch die Erstellung eines Trainingsfeldes, einer Spielwiese, verschiedener Beleuchtungsanlagen, der Finnenbahn, öffentlicher Parkplätze sowie durch den Bau der Doppelturnhalle Bützel. 1989 konnte der FC Staad ein Garderobengebäude einweihen, das er weitgehend aus eigenen Mitteln finanzierte und auch für die Betriebs- und Unterhaltskosten aufkommt. Als nächstes Vorhaben steht die Erstellung eines Allwetterplatzes auf dem Programm, da die vorhandenen Plätze im Bützel für den Spiel- und Trainingsbetrieb der Sportvereine nicht ausreichen.

### Frauenfussball
1992 wurde die Damenabteilung gegründet, welche 1998 in die 1. Liga und zwei Jahre später in die Nationalliga B aufstieg. Im darauf folgenden Jahr 2001 gewannen sie den Meistertitel der Nationalliga B und stiegen in die Nationalliga A auf. Eine Spielzeit später stieg die Mannschaft wieder ab, es folgte der direkte Wiederaufstieg 2003 und 2004 wieder der Abstieg. Es folgten 5 Spielzeiten, in der Nationalliga B, bevor man 2009 als Vize-Meister wieder in die Nationalliga A aufstieg.
Nach 8-jähriger Nationalliga-A-Zugehörigkeit stieg die Frauenmannschaft in der Saison 2016/2017 erneut ab, woraufhin die Damenabteilung des FC Staad mit der Frauenfussballabteilung des FC St. Gallen zum FC St. Gallen-Staad fusionierte, der in der Saison 2017/2018 in der Nationalliga B antrat. 2022 gab der FC St. Gallen bekannt, dass der Name auf die neue Saison hin angepasst würde und das Team unter dem Namen FC St.Gallen 1879 antreten würde. Damit verschwand der FC Staad endgültig aus dem Schweizer Spitzenfrauenfussball.
Der FC Staad tritt seit 2017 mit einem eigenen Team an, das derzeit in der 1. Liga spielt (2023/24).

## Erfolge

### Herren
- 1967 Aufstieg in die 3. Liga
- 1968 Gruppensieger 3. Liga und Aufstiegsspiele zur 2. Liga
- 1974 Aufstieg in die 2. Liga
- 1982 Aufstieg in die 2. Liga
- 1989 Ostschweizer Meister 2. Liga und Aufstiegsspiele zur 1. Liga
- 1997 Gruppensieger 3. Liga und Aufstiegsspiele zur 2. Liga
- 2003 Gruppensieger 3. Liga und Aufstiegsspiele zur 2. Liga
- 2009 Gruppensieger 3. Liga und Aufstieg in die 2. Liga

### Damen
- 1996 Schweizer Cupsieger und Schweizer Meister bei den Juniorinnen
- 1998 Aufstieg in die 1. Liga
- 2000 Aufstieg in die Nationalliga B
- 2001 Schweizer Meister Nationalliga B und Aufstieg in die Nationalliga A
- 2003 Aufstieg in die Nationalliga A
- 2004 Aufstieg der 2. Mannschaft in die 1. Liga
- 2007 Schweizer Cupsieg bei den Juniorinnen
- 2009 Aufstieg in die Nationalliga A
- 2010 Schweizer Meister bei den Juniorinnen U18
- 2011 Schweizer Meister bei den Juniorinnen U18